# Куманёв, Виктор Александрович
Ви́ктор Алекса́ндрович Куманёв (20 декабря 1931, Лукоянов, РСФСР — 12 декабря 1994, Москва) — советский и российский историк, специалист в области политической истории советского общества и истории советской культуры, исследователь проблем народного образования в России. Брат-близнец Г. А. Куманёва. Член-корреспондент АН СССР с 23 декабря 1987 года. Действительный член РАО (1992).

## Биография
Отец — Александр Александрович Куманёв — директор Лукояновского педагогического училища (1945—1972), заслуженный учитель РСФСР. Мать, Вера Петровна, также заслуженный учитель РСФСР. Окончил историко-филологический факультет Горьковского университета (1954), работал в комсомольских организациях Арзамасской области. С 1958 года — сотрудник Института истории (с 1968 года — Института истории СССР) АН СССР, кандидат исторических наук. Учёный секретарь секции общественных наук Президиума АН СССР (1960—1986). Доктор исторических наук (1970), профессор (1972). Заместитель академика-секретаря Отделения истории АН СССР (РАН) (1986—1994). Член Государственного экспертного совета по особо ценным объектам культурного наследия народов РФ и международной организации «За сотрудничество учёных мира», избирался председателем Комиссии историков России и югославянских государств.
За цикл исследований, посвящённых истории ликвидации массовой безграмотности в СССР, был удостоен премии им. Н. К. Крупской. Директор-организатор Центра гуманитарных знаний (1990). В 1992 году участвовал в создании Российской академии образования на базе АПН СССР.
Похоронен на Троекуровском кладбище.

## Основные работы
- «Социализм и всенародная грамотность: ликвидация массовой неграмотности в СССР» (1967)
- «Революция и просвещение масс» (1973)
- «Советская культура в годы Великой Отечественной войны» (1976, совм. с М. П. Кимом и А. П. Ненароковым)
- «Культурное строительство в РСФСР (1917—1927): документы и материалы» (тт. 1—2, 1983; редактор)
- «Скворцов-Степанов» (1986; в соавт. с В. М. Викторовым; в серии «ЖЗЛ»)
- «Деятели культуры против войны и фашизма: исторический опыт 1920—1930-х гг.» (1987)
- «30-е годы в судьбах отечественной интеллигенции» (1991)
- «Противостояние: Крупская — Сталин» (1994)

Член редколлегий и соавтор изданий «Краткая история СССР» (тт. 1—2, 1963; 4-е изд. 1983) и «Вторая мировая война» (тт. 1—3, 1966).